# Михайловка (Дуванский район)
Михайловка (баш. Михайловка) — село в Дуванском районе Республики Башкортостан Российской Федерации. Административный центр Михайловского сельсовета.

## История
Основано мишарями по договору 1762 г. о припуске на вотчинных землях башкир Мурзаларской волости Сибирской дороги. В 1777 г. здесь также поселились государственные крестьяне из мордвы (эрзя). В 1865 в 130 дворах проживало 1202 человека. Занимались земледелием, пчеловодством. Были церковь, водяная мельница. В 1906 г. зафиксированы церковь (построена в 1894 г.), церковно-приходская школа, церковно-учительская школа, земское училище, фельдшерский пункт, 3 маслобойных заведения, 5 кузниц, водяная мельница, винная, 2 мануфактурные и 4 бакалейные лавки, хлебозапасный магазин.

## География
Село расположено на р.Кошелёвка (приток р.Юрюзань).

### Географическое положение
Расстояние до:
- районного центра (Месягутово): 25 км,
- ближайшей ж/д станции (Сулея): 80 км.

## Население
| 2002 | 2010 |
| ---- | ---- |
| 1019 | ↘994 |

## Культура
В местном доме культуры располагается мордовский фольклорный ансамбль "Эрзяночка".